# سلسلة جينوم السرطان
سلسلة جينوم السرطان، هي السلسلة الجينومية الكاملة لمجموعة واحدة متجانسة أو غير متجانسة من الخلايا السرطانية، وأحد طرق توصيف تسلسل الحمض النووي الريبوزي منقوص الأكسجين أو الحمض النووي الريبوزي للخلايا السرطانية، وتمييزه في مخابر الكيمياء الحيوية. تعتمد هذه الطريقة على السلسلة المباشرة لأنسجة الورم الأولي أو الأنسجة الطبيعية المجاورة أو البعيدة أو خلايا البيئة الدقيقة للورم كالخلايا الليفية/ السدوية أو خلايا الورم النقيلي، على عكس مشاريع سلسلة الجينوم الكامل التي تستخدم عادةً خلايا الدم أو اللعاب أو الخلايا الظهارية أو العظمية، كمشاريع جيمس واتسون وكريغ فينتر.
على غرار سلسلة الجينوم الكامل، تشمل المعلومات الناتجة عن هذه الطريقة: معرفة قواعد النوكليوتيدات (سواء كان حمض نووي ريبوزي منقوص الأكسجين أو حمض نووي ريبوزي) والأنواع المختلفة بأرقام النسخ والتسلسل ووضع الطفرات والتغييرات البنيوية، كما في الانتقال الكروموسومي وجينات الاندماج. لا تقتصر سلسلة الجينوم السرطاني على السلسلة الجينومية الكاملة، فقد تشمل أيضًا سلسلة الإكسوم والترنسكريبتوم والميكرونوم وتنميط التسلسل النهائي. يمكن استخدام هذه الطرق لتحديد مقدار التعبير الجيني والتعبير عن الحمض النووي الريبوزي الميكروي ومعرفة حالات الوصل البديلة بالإضافة إلى بيانات التسلسل.
ظهر أول تقرير عن سلسلة الجينوم السرطاني في عام 2006. في هذه الدراسة، سلسل الباحثون 13023 جين في 11 حالة ورم ثدي و11 حالة ورم قولون ومستقيم. نشرت متابعة لاحقة في عام 2007، أضيف فيها إلى نفس المجموعة أكثر من 5000 جين جديد ونحو 8000 نسخة لإكمال إكسومات 11 ورم ثدي وقولون ومستقيم. في نوفمبر 2008، أنجزت دراسة لاي وآخرون أول سلسلة كاملة لجينوم سرطاني لحالة ابيضاض نقوي حاد طبيعي من ناحية الوراثيات الخلوية. وفي أكتوبر 2009، أتمت دراسة شاه وآخرون سلسلة أول ورم ثدي. وأنجزت دراسة بليزنس وآخرون سلسلة أول ورم رئة وجلد في يناير 2010، بينما أتمت دراسة بيرجر وآخرون أول ورم بروستاتا في فبراير 2011.

## التأثير المجتمعي

### بيولوجيا السرطان وتعقيده
تتضمن عملية تكوين الأورام، التي تحول الخلية الطبيعية إلى خلية سرطانية، سلسلة من التغيرات الوراثية والتخلقية المعقدة. يمكن تمييز وتوصيف جميع هذه التغييرات عبر طرق سلسلة الجينوم السرطاني المختلفة.
تكمن قوة سلسلة الجينوم السرطاني في اختلاف حالات السرطان والمرضى. تضم معظم السرطانات مجموعة متنوعة من الأنواع الفرعية، وهنا يكمن الاختلاف بين فرد وآخر. تسمح سلسلة جينوم السرطان للأطباء وأخصائيي الأورام بتحديد الاختلاف المميز والفريد في النوع السرطاني. واعتمادًا على هذا الاختلاف، سيختار الطبيب خطة علاجية خاصة بكل مريض.

### الأهمية السريرية
يساهم التطور النسيلي على المستوى الوراثي الخلوي بشكل كبير في موت الخلايا السرطانية وفشل العلاج، كما في حالات ابيضاض الدم النقوي الحاد مثلًا. في دراسة نُشرت في دورية نيتشر عام 2011، حدد دينغ وآخرون الأجزاء الخلوية التي تتميز باختلافات شائعة؛ لتوضيح اختلاف ورم معين ما قبل العلاج وبعده مقارنةً بالدم الطبيعي لدى فرد واحد.
لا يمكن التعرف على هذه الفصائل الخلوية إلا من خلال سلسلة الجينوم السرطاني، وهذا يبين أهمية المعلومات التي تعطيها السلسلة وتعقيد الورم وعدم تجانسه داخل الفرد الواحد.

## مشاريع الجينوم السرطاني الشاملة
ركز مشروعان رئيسيان على التوصيف الكامل للسرطان لدى الأفراد، معتمدين في ذلك على السلسلة بشكل رئيسي. يدعى الأول بمشروع الجينوم السرطاني، ومقره معهد ويلكوم ترست سانجر، بينما يدعى الثاني أطلس جينوم السرطان الممول من المعهد الوطني للسرطان والمعهد القومي لأبحاث الجينوم البشري. إلى جانب هذين المشروعين، يقدم الاتحاد الدولي للجينوم السرطاني، وهو منظمة علمية تطوعية، مساحة للتعاون بين الباحثين الرائدين في مجال السرطان والجينوم في العالم.

### مشروع جينوم السرطان
تهدف مشاريع جينوم السرطان إلى معرفة الأنواع ذات التسلسل المختلف والطفرات الحاسمة في تطور السرطانات البشرية. تضمن المشروع الفحص المنهجي للجينات المشفرة ومواضع الاتصال المرافقة لجميع جينات الجينوم البشري لمعرفة الطفرات المكتسبة في السرطانات البشرية. لدراسة ذلك، تضمنت مجموعة العينات: الحمض النووي من الورم الأساسي والأنسجة الطبيعية (من الأفراد نفسهم) وسلالات الخلايا السرطانية. وضعت جميع نتائج هذا المشروع وخزنت في قاعدة بيانات كوزميك الخاصة بالسرطان. تتضمن كوزميك أيضًا بيانات الطفرات المنشورة في المؤلفات العلمية.

### أطلس جينوم السرطان
يهدف أطلس جينوم السرطان، وهو مشروع متعدد المؤسسات، لفهم الأساس الجزيئي للسرطان بالاعتماد على تقنيات تحليل الجينوم، كتقنيات سلسلة الجينوم واسعة النطاق مثلًا. يعمل هذا المشروع على جمع مئات العينات وسلسلتها وتحليلها. تشمل الأنسجة السرطانية التي يعمل الباحثون على جمعها حاليًا ما يلي: أورام الرأس والعنق والدم والصدر والثدي والجهاز العصبي المركزي والهضمي والتناسلي الأنثوي والبولي.
تتضمن مكونات شبكة أبحاث أطلس جينوم السرطان: الموارد الأساسية للعينة الحيوية ومراكز توصيف الجينوم ومراكز سلسلة الجينوم ومراكز توصيف البروتيوم ومركز تنسيق البيانات ومراكز تحليل بيانات الجينوم. يخضع كل نوع من أنواع السرطان لتوصيف وتحليل شامل للجينوم. تتوفر البيانات والمعلومات التي أنشأها الباحثون على بوابة أطلس جينوم السرطان بشكل مجاني.

### الاتحاد الدولي لجينوم السرطان
يهدف الاتحاد الدولي لجينوم السرطان إلى الحصول على وصف شامل للتغيرات الجينومية والنسخية والتخلقية ضمن 50 نوع و/ أو نويع مختلف من الأورام المهمة سريريًا ومجتمعيًا في جميع أنحاء العالم.

## تحليل البيانات
كما هو الحال مع أي مشروع لسلسلة الجينوم، يجب تجميع القراءات لتمثيل الكروموسومات المُسلسلة. وفي جينوم السرطان، يجرى ذلك عادةً عن طريق رصف القراءات نسبةً للجينوم المرجعي البشري.
تملك الخلايا غير السرطانية طفرات جسدية أيضًا، ولهذا يجب مقارنة تسلسل الورم بالأنسجة الطبيعية المماثلة، لاكتشاف الطفرات المميزة للسرطان. يختلف الأمر في بعض أنواع السرطان، كما في ابيضاض الدم مثلًا، حيث تكون مطابقة عينة السرطان مع الأنسجة الطبيعية غير مفيدة، ولهذا نلجأ لمقارنته مع نسيج مختلف غير سرطاني.
وفقًا لبعض التقديرات، يتطلب اكتشاف جميع الطفرات الجسدية في الورم تغطية تسلسلية بمقدار 30 ضعف لجينوم الورم مع نسيج طبيعي مطابق آخر. وبالمقارنة، تعطي النسخة الأصلية للجينوم البشري تغطية بمقدار 65 ضعف تقريبًا.
يعتبر تحديد الطفرات الدافعة لتشكل السرطان أحد الأهداف الرئيسية لسلسلة الجينوم السرطاني. تمثل تلك الطفرات التغيرات الجينية التي تزيد من معدل التحور في الخلية، ما يؤدي إلى تطور الورم وانتشاره بشكل أسرع. يصعب تحديد الطفرات الدافعة بالاعتماد على سلسلة الحمض النووي الريبوزي منقوص الأكسجين وحده، ولهذا نلجأ إلى الصفات الأخرى التي تميزها؛ فهي عادةً غير صامتة وقريبة من الجينات المسرطنة المعروفة، وغالبًا ما تمثل أشيع الطفرات المشتركة بين الأورام. لا تؤثر الطفرات العابرة على تطور المرض، وتتوزع بشكل عشوائي ضمن الجينوم. يحمل الورم العادي نحو 80 طفرة جسدية، وتمثل الطفرات الدافعة منها أقل من 15 طفرة.
يتطلب تحليل الجينوم الشخصي توصيف وظيفي إضافي للجينات الطافرة المكتشفة، وتطوير نموذج أساسي لأصل الورم وتطوره. يمكن استخدام هذا التحليل لتعديل توصيات العلاج الدوائي. منذ فبراير 2012، طبق ذلك في التجارب السريرية المصممة لتقييم استخدام علم الجينوم الشخصي في علاج السرطان فقط.